# Martin Carthy
Martin Dominic Forbes Carthy (Hatfield, 21 mei 1941) is een Engelse folkzanger en gitarist, die men beschouwt als een van de belangrijke figuren in de Britse traditionele muziek en die belangrijke muzikanten zoals Bob Dylan, Paul Simon en Richard Thompson heeft geïnspireerd.

## Levensloop
Carthy werd geboren in Hatfield en groeide op in Hampstead, Londen. Na zijn schooltijd ging hij aan het werk in een openluchttheater in Regent's Park en maakte later een tournee met The Merry Window alvorens hij in het Stephen Joseph Theatre in Scarborough op te treden. Zijn debuutalbum Martin Carthy kwam uit 1965.
Hij heeft sinds 1972 gezongen bij The Watersons, was tweemaal betrokken bij de Britse folkrockgroep Steeleye Span en maakte deel uit van het Brass Monkey-ensemble, waarbij ook John Kirkpatrick met accordeon, trekzak en concertina aanwezig was. Een aantal jaren speelde hij creatief samen met violist Dave Swarbrick.
In 2002 werd Carthy Folk Singer of the Year bij de BBC Radio 2 Folk Awards en opnieuw in 2005 toen hij de prijs voor Best Traditional Track van Famous Flower of Serving Men ontving. Bij de Folk Awards van 2007 wonnen Martin Carthy en Dave Swarbrick als beste duo.

## Discografie

### Studioalbums
- Martin Carthy (1965)
- Second Album (1966)
- The Bonny Black Hare (1967)
- Landfall (1971)
- Shearwater (1972)
- Sweet Wivelsfield (1974)
- Crown of Horn (1976)
- Because It's There (1979)
- Out of the Cut (1982)
- Right of Passage (1988)
- Kershaw Sessions (1988)
- Wood Wilson Carthy (1998)
- Signs of Life (1998)
- Waiting for Angels (2004)
- At Ruskin Mill (2005)

### Met Dave Swarbrick
- Byker Hill (1967)
- Rags, Reels & Airs (1967)
- No Songs (1968)
- But Two Came By (1968)
- Prince Heathen (1969)
- Selections (1971)
- Life and Limb (1990)
- Skin and Bone (1992)
- Straws in the Wind (2006)

### Met Steeleye Span
- Please to See the King (1971)
- Ten Man Mop (1971)
- Storm Force Ten (1977)
- Live at Last! (1978)

### Met Brass Monkey
- Brass Monkey (1984)
- See How It Runs (1986)
- Sound and Rumour (1999)
- The Complete Brass Monkey
- Going and Staying (2001)
- Flame of Fire (2004)
- The Definitive Collection (2005)

### Met Blue Murder
- No One Stands Alone (2002)

### Met Rogue's Gallery
- Rogue's Gallery: Pirate Ballads, Sea Songs, and Chanteys (2006)

- Bibliothèque nationale de France: cb14002684q (data)
- Gemeinsame Normdatei: 134746309
- International Standard Name Identifier: 0000 0000 5517 7912
- Library of Congress Control Number: n83073201
- MusicBrainz: 16bf7aa1-7b25-427c-8d5b-aeb5b5da4896
- Nationale Bibliotheek van Israël: 987007324750905171
- Nederlandse Thesaurus van Auteursnamen: 096781858
- Système universitaire de documentation: 161905781
- Virtual International Authority File: 44495920
- WorldCat: E39PBJjxx3Q98cyHkPKxByFtKd